# 夜 (電影)
《夜》是一部1961年意大利导演米开朗基罗·安东尼奥尼执导的黑白剧情片。影片获得第11届柏林影展金熊奖，安东尼奥尼赢得意大利电影金像奖最佳导演奖。本片与1960年的《奇遇》和1962年的《蚀》并列视为“疏离（爱情）三部曲”。
电影由Marcello Mastroianni和Jeanne Moreau担纲主演，他们分别饰演乔瓦尼·庞塔诺，一位不再抱幻想的小说家，和他的妻子莉迪亚·庞塔诺，讲述两人生活中的一天一晚。
《夜》被认为是《奇遇》，《夜》，和《蚀》这三部曲的中心电影。在这部电影中，导演安东尼奥尼非常侧重于以视觉构图、氛围和情感，而非传统的讲故事方式，来表达现代派的理论对爱情与分离的观点。电影的的精心制作也让《夜》获得全世界的好评。

## 剧情
电影开场于乔瓦尼·庞塔诺（Marcello Mastroianni 饰），一位杰出作家，和他美丽的妻子莉迪亚（Jeanne Moreau 饰），在米兰的一家医院看望他们垂死的朋友汤马索·加拉尼（Bernhard Wicki 饰）。在三人的对话中，我们得知乔瓦尼的新书《La stagione》刚刚出版，乔瓦尼特意带了香槟想与汤马索一同庆祝。愉快的话题却无法掩饰汤马索的病痛与惆怅。看到被病魔如此折磨的老友，莉迪亚不能伤心不已。她默默离开了医院，心中充满哀伤地回到了车上。正当乔瓦尼离开医院时，遇上一个表面无拘无束的年轻女病人。乔瓦尼禁不住诱惑，更随着女人进入了她的病房。
乔瓦尼也离开医院之后，他发现莉迪亚正在默默哭泣。乔瓦尼似乎认为一切都是习以为常，并未安慰她。相反，乔瓦尼向莉迪亚吐露了刚发生的“令人不快的”跟生病的女人的事情。令人惊讶的是，莉迪亚并没有大怒，她淡定地说着是乔瓦尼的过错。
下午，莉迪亚在米兰的街巷中漫无目的地游荡。米兰此时正值战后重建时期，莉迪亚总能在一个个人迹罕见的角落中找到破损的千疮百孔的建筑，就像她的婚姻表面光鲜亮丽，内里却满是伤痕。正当莉迪亚在城市的街头思考她生活与婚姻的失败时，她遇到了一群街头混混，并阴差阳错地阻止了一场街头暴力的发生。
时间渐渐走入夜晚，乔瓦尼与莉迪亚开车去庆祝《La stagione》出版的聚会。在聚会上，莉迪亚看着乔瓦尼一遍又一遍地在书上签名。人来人往，觥筹交错，但在莉迪亚心中却只有落寞与忧伤，她决定离开这个名利场。她走出签名会，突然发现这附近便是她和乔瓦尼刚结婚的时候住的社区。在此驻足良久后，乔瓦尼来到社区接走了莉迪亚，这个充满回忆的社区对他们来说似乎没有什么感情价值。
这对貌合神离的夫妻回到了家，莉迪亚首先踏进了浴室准备洗澡，乔瓦尼似乎意兴阑珊但又对夜晚意犹未尽，便说服了莉迪亚去了夜店。夜店中，两人对舞者的卖力舞蹈与激情盎然的音乐并没有什么兴趣。他们离开夜店前往了一位百万富翁商人（Mr. Gherardini）举办的派对。在派对中的乔瓦尼好像如鱼得水，不停地与各种名流社交畅谈人生。相反，莉迪亚无聊地在诺大的豪宅中走来走去。乔瓦尼遇到瓦伦蒂娜·基拉尔迪尼（Monica Vitti 饰），Mr. Gherardini的女儿，并与她相谈甚欢。空气中散发着一股暧昧的气息，乔瓦尼凑上前亲吻了瓦伦蒂娜，而此时莉迪亚在楼上默默地看着这一切。
后来，Mr. Gherardini请乔瓦尼为了写公司的历史，来公司当行政职务的人。因为莉迪亚的家庭有钱，而且乔瓦尼刚刚出版的书也帮他赚钱，所以乔瓦尼到这个位置不知道该不该接受这个职位。与此同时，莉迪亚给医院打电话，发现十分钟之前汤马索去世了。乔瓦尼找到她的时候，莉迪亚都没跟他说汤马索的去世的消息，然后乔瓦尼为了找瓦伦蒂娜离开。莉迪亚站起来去听音乐，认识到另外一个男人叫罗伯托。罗伯托请莉迪亚跟他跳舞，莉迪亚默声地答应下来。他们随着音乐在人群中舞动。米兰的夜突然开始下雨，莉迪亚正要跳进游泳池，但是罗伯托阻止了她。莉迪亚发现她渐渐开始享受跟罗伯托的聊天，但当罗伯托试着吻莉迪亚时，她说，“对不起，我不能。”
同时，在派对上，乔瓦尼又找到瓦伦蒂娜。瓦伦蒂娜对乔瓦尼说她不愿意拆散乔瓦尼和莉迪亚的婚姻，但让乔瓦尼剩下的夜晚跟着她（瓦伦蒂娜）一起度过。
渐渐，夜空中闪烁的繁星已逐渐消失，朦胧的早晨悄然而至。泳池边，草坪上，曾经的喧嚣与狂欢已化为沉寂。莉迪亚与乔瓦尼缓缓走在草地上，晨光洒在莉迪亚的脸上，她开口，终于向乔瓦尼吐露了她心中对这段婚姻的疑惑与压抑。她随意地坐下，对着乔瓦尼读了一封信，一封他们热恋时乔瓦尼写给莉迪亚的情书。信毕，乔瓦尼眼中的疑惑与不解无处安放。莉迪亚告诉乔瓦尼这是他曾经刚开始恋爱时，对于他们爱情的海誓山盟，而如今这段婚姻里的感情早已烟消云散。两人未语，乔瓦尼突然开始亲吻莉迪亚，好像在向这个女人，这段婚姻宣誓着主权。
电影在这个场景中迎来了结束，留给了观众一个悬而未决的结局。莉迪亚的命运到底如何，他们是否能够找回曾经的爱情，摆脱生活的压抑和不安，重拾信任与忠诚？这一切都交给了观众的想象。这部电影不仅展示了一个时代的变迁，还深入探讨了人性、爱情与婚姻的复杂性。在一个社会风气与价值观念不断变化的时代背景下，人们的内心挣扎、迷茫与彷徨也成为了这部作品的重要主题。
在这样一部富有哲理和深度的电影中，导演安东尼奥尼通过精湛的技艺与细腻的情感描绘，成功地展现了主人公在面对现实挑战与人生抉择时的无奈与挣扎。观众在观看电影的过程中，不仅能够感受到作品中的美学魅力，还能在思考中触动自己的内心深处，引发对人生、爱情与婚姻的思考和反思。
总的来说，《夜》是一部引人深思的经典作品，既展示了意大利二战后的社会风貌，又对人性、爱情与婚姻进行了深入的剖析。在这部电影中，观众能够领略到导演对人生与感情的理解和洞察，也能感受到生活中无法回避的矛盾与挑战。

## 角色
- 馬切洛·馬斯楚安尼 - Giovanni Pontano
- 珍妮·摩露 - Lidia
- 莫尼卡·维蒂 - Valentina Gherardini
- Bernhard Wicki - Tommaso Garani
- Maria Pia Luzi - Un'invitata
- Rosy Mazzacurati - Rosy
- Guido A. Marsan - Fanti
- Vincenzo Corbella - Mr. Gherardini
- Ugo Fortunati - Cesarino
- Gitt Magrini - Signora Gherardini
- Giorgio Negro (actually Gaetano "Tanino" Negroni, a well known Roman eye surgeon) - Roberto
- Roberta Speroni - Beatrice[7]

## 制作

### 前期
《夜》的制作过程是一项复杂的工作，其主要原因是导演安东尼奥尼旨在实现一种特殊的视觉风格，强调空间和建筑在叙事中的重要性。为了创造所需的视觉效果和构图，导演和他的团队需要密切合作，确保电影制作的每个方面都以精确的方式执行。  
由此，导演认为选址和选景是制作过程中至关重要的步骤。例如，医院需要同时描绘出过去和未来的感觉，通过对比厚重、华丽的建筑和线条简洁、现代的结构。这个选址过程需要进行大量的选景工作，以找到一个能完美捕捉到这种二元性的地点。  乔瓦尼和丽迪亚居住的现代公寓楼需要一个能体现他们关系冷漠、无个性特征的地点。安东尼奥尼需要寻找一个具有严谨、简约设计的场景，以传达角色之间的情感距离。
安东尼奥尼对建筑和设计的敏锐眼光在确定符合他愿景的地点方面发挥了至关重要的作用。  葛哈尔迪尼别墅举办的奢华派对是电影中的一个关键转折点，选择这个地点对于传达环境的奢华和繁荣至关重要。安东尼奥尼和他的团队会在众多别墅中挑选，以找到一个既能提供奢华、现代化，又能为角色互动提供视觉上引人注目的背景的地点。  
此外，电影的制作过程还涉及到各个部门的合作，包括布景设计、服装和灯光。这些元素都将经过精心策划和执行，以配合安东尼奥尼对电影的愿景。导演强烈的视觉感知力和他通过使用空间、建筑和设计来讲故事的承诺，引导了整个制作团队为观众创造一个连贯而引人入胜的电影体验。

### 演员与表演
这部电影中，英俊的马塞洛·马斯楚安尼成功地塑造了一个肤浅的知识分子形象。乔万尼对莉迪亚完全不屑一顾，他需要回归生活的基本现实，记住哪些人和承诺才是真正重要的。
这位女演员看似冷漠的目光实际上传达了各种情绪，从彻底的绝望到柔和的乐观。她饰演的莉迪亚已经受到了太多伤害。
饰演瓦伦蒂娜的莫尼卡·维蒂也在接下来的很快成为安东尼奥尼使用的主要演员，她在这部电影中的角色颇具魅力。瓦伦蒂娜与乔万尼调情，但并不做任何承诺，也不在情感上让步。一个充满启示的时刻是，她向母亲报告这位著名的已婚作家变得相当认真。母女俩审视这种情况，好像类似的纠纷是家常便饭，最好不要过于戏剧化地解决。
德国演员伯纳德·维基不仅是一位出色的演员，还是一位多产的电影导演。他饰演的汤马索在影片开头的一段真挚的情感爆发，成功地影响了后续的所有情节。
《夜》可能会让那些偶尔观看电影的观众或者第一次看到的安东尼奥尼作品观众感到沮丧吗，因为它不太可能让观众对非常规结构电影产生共鸣。这部电影让观众对角色产生强烈的情感，而这一特质在导演的一些更抽象、复杂的作品中似乎并不那么重要。

### 拍摄
拍摄地点：
- 4 Via Lanzone, 米兰 （医院）
- 20 Via Gusatavo Fara, 米兰 (Giovanni和Lidia的公寓）
- Barlassina Country Club (Gherardini别墅）
- Sesto San Giovanni，米兰，伦巴第，意大利

### 音乐
Giorgio Gaslin创作了《夜》原声的音乐，1961上映了。《夜》的音乐带包括18首歌曲，而且有Giorgio Gaslini弹钢琴，Eraldo Volonte演奏赛克斯管，Alceo Guatelli拉低音提琴，和Ettore Ulivelli当鼓手。这个音乐带是1960年在罗马，意大利录制的。
虽然安东尼奥尼决定让Giovanni Fusco创作《奇遇》和《蚀》的音乐带，但是因为创作在北意大利的jazz和创作南意大利的爵士乐有很大的区别，所以他决定让Giorgio Gaslini创作《夜》的音乐带（Gaslini来自米兰）。《夜》的音乐带饰Gaslini在拍摄《夜》的过程中创作的，而Gaslini自己在电影里的派对管弦乐队场景客串了。

## 发行：流媒体

### 上映
《夜》于1961年1月29日在意大利首映，随后在全球范围内陆续上映。电影发行商包括意大利的Nepi Film、法国的Astoria Compagnia Cinematografica以及美国的Lopert Pictures等。本片在发行之初便引起了广泛关注，成为意大利电影的经典之作，并在全球范围内产生了深远影响。

### 流媒体
《夜》在多个北美主流流媒体平台上均可观看。HBO Max 会员可以免费观看。《夜》在Apple TV 以及 Prime Video 上也可以付费购买或者租借。

## 反响

### 票房
米开朗基罗·安东尼奥尼的《夜》（La Notte）首次于1961年1月24日在意大利国内上映。其总放映时间为16周，总票房收入为39,236美元。这部影共在意大利的两家影院上映，上映首周末票房收入超过10,000美元。其在首周票房排名第41。

### 评价
影评人赞赏电影的故事和导演。根据Bosley Crowther在纽约时报 (New York Times)里写的影评文章说的，“就像在《奇遇》中一样，与其说是情况，不如说是个人情感，怀疑和情绪的暗示才是电影的实质。”
烂番茄收集的28篇专业影评文章中，“新鲜度”为86%，而观众5000多篇影评文章中，“新鲜度”为91%。新鲜度为烂番茄网站对于电影好评的评价。

### 荣誉
《夜》（La Notte）在意大利以及其他欧洲各国赢得了许多奖项。其表现备受赞誉，获得了包括柏林电影节，意大利电影节，以及其他许多电影节的最高荣誉。
- 1961年 柏林国际电影节 金熊奖
- 1961年 意大利电影金像奖 最佳导演
- 1962年 意大利银缎带奖 最佳导演
- 1962年 意大利银缎带奖 最佳配乐
- 1962年 意大利银缎带奖 最佳女配角
- 1962年 茱莎奖外国女演员优秀奖状